# Villagers
Villagers este o formație irlandeză de muzică indie folk⁠(d) și rock, fondată în Dublin în anul 2008. Trupa este în esență proiectul muzical al compozitorului, cântărețului și producătorului Conor J. O'Brien, care scrie, interpretează și produce majoritatea pieselor. De-a lungul timpului, Villagers a devenit cunoscută pentru versurile introspective, aranjamentele muzicale elaborate și pentru abordarea creativă a genurilor folk, rock și pop de cameră.